# Mitja Ribičič
Mitja Ribičič (Trieste, 19 maggio 1919 – Lubiana, 28 novembre 2013) è stato un politico jugoslavo.

## Biografia
È stato l'unico primo ministro sloveno della Repubblica Socialista Federale di Jugoslavia, in carica tra il 1969 e il 1971.
Tra il 1945 e il 1957 fu l'uomo più importante del sistema repressivo jugoslavo in Slovenia e fu accusato di violazione dei diritti umani e di crimini contro l'umanità. Fu Presidente della Presidenza della Lega dei Comunisti di Jugoslavia fra il 1982 e il 1983.
Morì all'età di 94 anni nel novembre 2013.